# 埃德温·赫德利
埃德温·赫德利（英語：Edwin Hedley，1864年7月23日—1947年5月22日），美国男子赛艇运动员。他曾代表美国参加1900年夏季奥林匹克运动会赛艇比赛，获得八人单桨有舵手金牌。